# Västra Nässjön
Västra Nässjön är en sjö i Härjedalens kommun i Härjedalen som ingår i Göta älvs huvudavrinningsområde. Sjön har en area på 0,674 kvadratkilometer och ligger 779,3 meter över havet. Västra Nässjön ligger i Rogen Natura 2000-område. Vid provfiske har gädda, harr, lake och öring fångats i sjön.

## Delavrinningsområde
Västra Nässjön ingår i det delavrinningsområde (690684-133155) som SMHI kallar för Utloppet av Västra Nässjön. Medelhöjden är 859 meter över havet och ytan är 6,04 kvadratkilometer. Det finns inga avrinningsområden uppströms utan avrinningsområdet är högsta punkten. Vattendraget som avvattnar avrinningsområdet har biflödesordning 2, vilket innebär att vattnet flödar genom totalt 2 vattendrag innan det når havet efter 727 kilometer. Avrinningsområdet består mestadels av skog (49 procent) och kalfjäll (32 procent). Avrinningsområdet har 0,67 kvadratkilometer vattenytor vilket ger det en sjöprocent på 11,2 procent.